# Zorocrates mistus
Espèce
Zorocrates mistus est une espèce d'araignées aranéomorphes de la famille des Zoropsidae.

## Distribution
Cette espèce est endémique du Guerrero au Mexique,.

## Description
Le mâle décrit par Platnick et Ubick en 2007 mesure 8 mm et la femelle 9 mm.

## Publication originale
- O. Pickard-Cambridge, 1896 : Arachnida. Araneida. Biologia Centrali-Americana, Zoology. London, vol. 1, p. 161-224 (texte intégral).